# Жобшур
Жобшу́р (рос. Жобшур) — присілок в Балезінському районі Удмуртії, Росія.

## Населення
Населення — 24 особи (2010; 33 в 2002).
Національний склад станом на 2002 рік:
- удмурти — 97 %